# Antherina suraka
Antherina suraka är en fjärilsart som beskrevs av Jean Baptiste Boisduval 1833. Antherina suraka ingår i släktet Antherina och familjen påfågelsspinnare. Inga underarter finns listade i Catalogue of Life.

## Bildgalleri

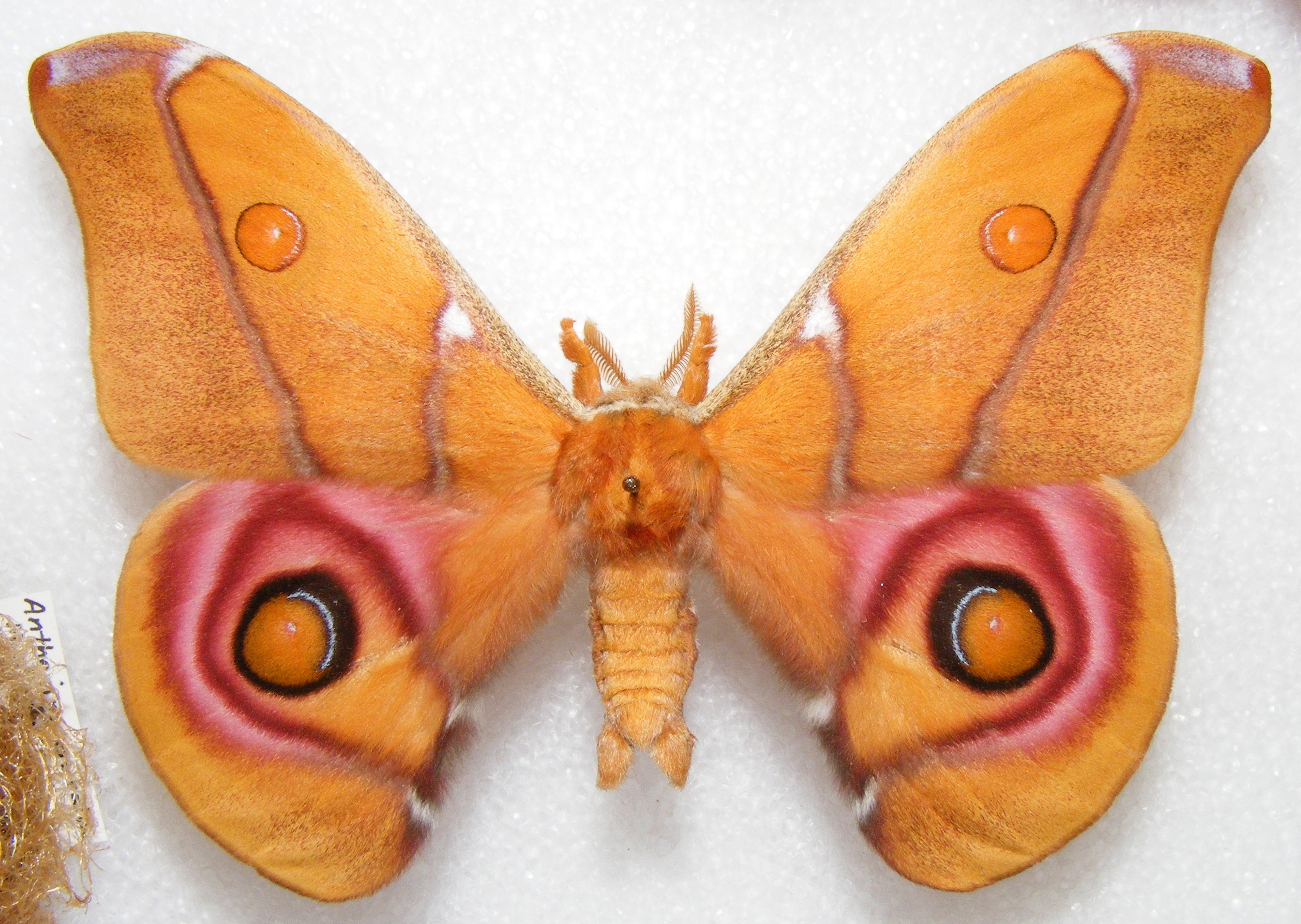
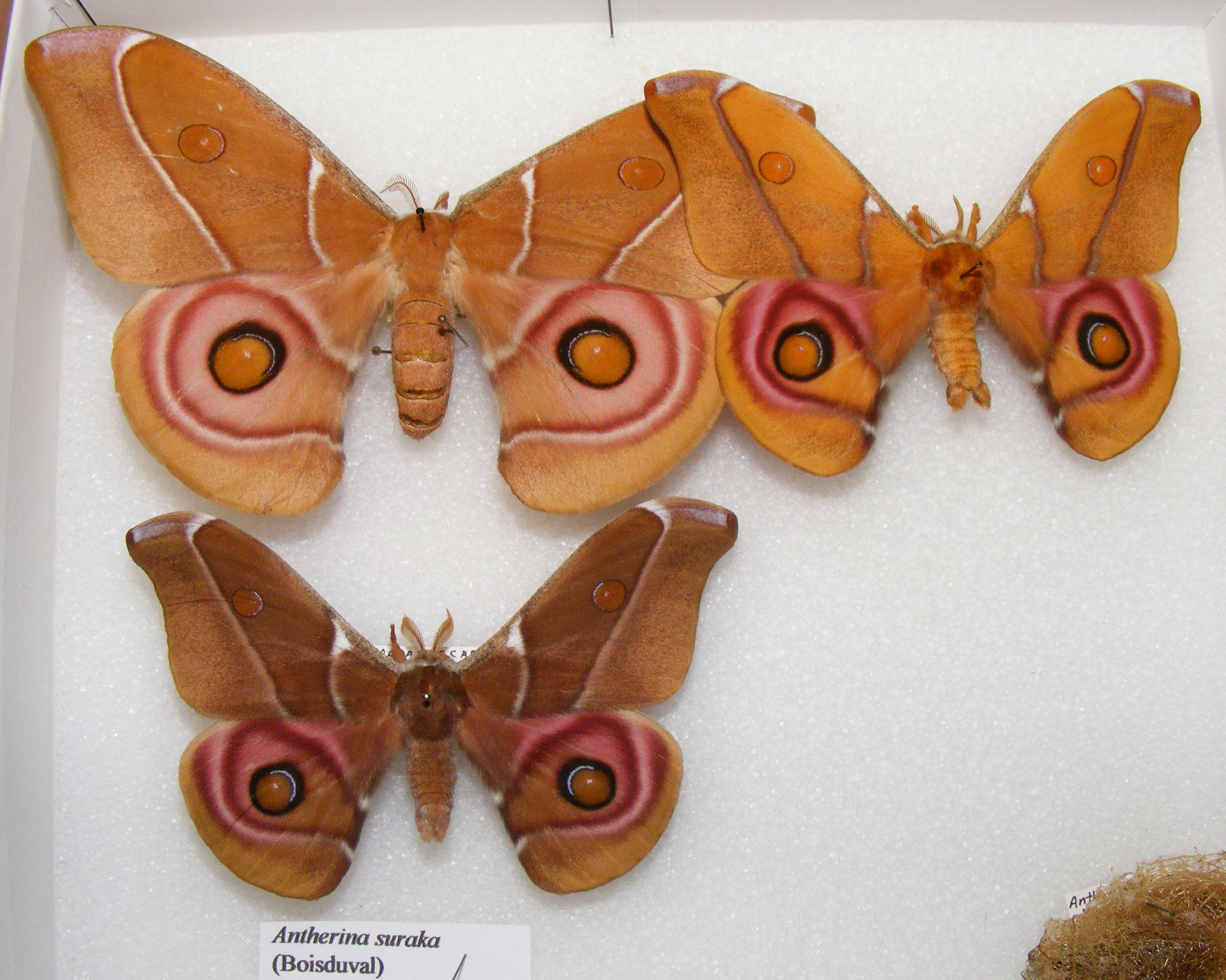